# シロクマ/ビギナー
『シロクマ／ビギナー』は、日本のロックバンド・スピッツの楽曲で、通算37作目のシングル。2010年9月29日にユニバーサルミュージックより発売。レーベルはユニバーサルJ。

## 解説
「春の歌/テクテク」以来およそ5年ぶりの両A面シングル。「シロクマ」は、メナード『イルネージュ』CMソングである。「ビギナー」は、『ゆうちょ銀行』TVCMソングであり、レコチョクにて着うた・着うたフルにて一週間先行配信された。
また、その際「ビギナー」はデジタルシングルとしてリリースされた。
ジャケットは、「若葉」、「君は太陽」、「つぐみ」に引き続きかくたみほの写真が使われた。写真に写っている車（イセッタ）のナンバープレートは46-90(シロ-クマ)である。
「ビギナー」の間奏ギターソロではタッピング奏法（ライトハンド奏法）が用いられている。

## 収録曲
（全作詞・作曲：草野正宗）
1. シロクマ
編曲：スピッツ＆亀田誠治
2. ビギナー
編曲：スピッツ＆亀田誠治
3. ナイフ（Live from SPITZ JAMBOREE TOUR 2010）
編曲：スピッツ＆クジヒロコ
4. シロクマ（Live from SPITZ JAMBOREE TOUR 2010）
編曲：スピッツ＆クジヒロコ

## 収録アルバム
- とげまる（#1,2）
- CYCLE HIT 2006-2017 Spitz Complete Single Collection（#1）